# Xã Webster, Quận Ramsey, Bắc Dakota
Xã Webster (tiếng Anh: Webster Township) là một xã thuộc quận Ramsey, tiểu bang Bắc Dakota, Hoa Kỳ. Năm 2010, dân số của xã này là 67 người.